# Villa Romana del Tellaro

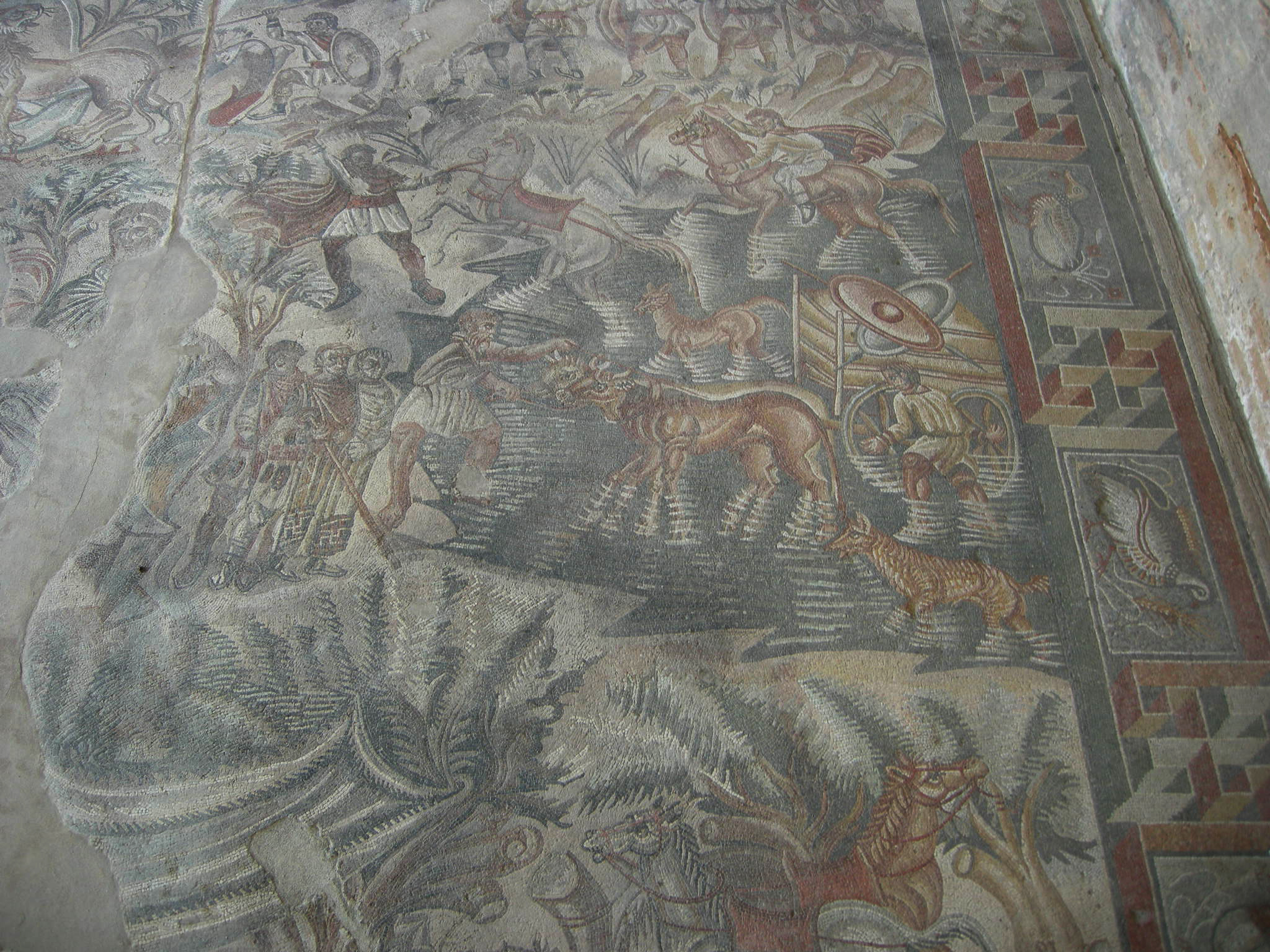
Villa Romana del Tellaro: mosaico da Caça.

A Villa Romana del Tellaro foi um antigo palácio romano, rica residência rural da idade imperial tardia, cujo sítio arqueológico se encontra localizado, actualmente, nas proximidades de Noto, Província de Siracusa, na ilha italiana da Sicília.

## Vestígios arqueológicos

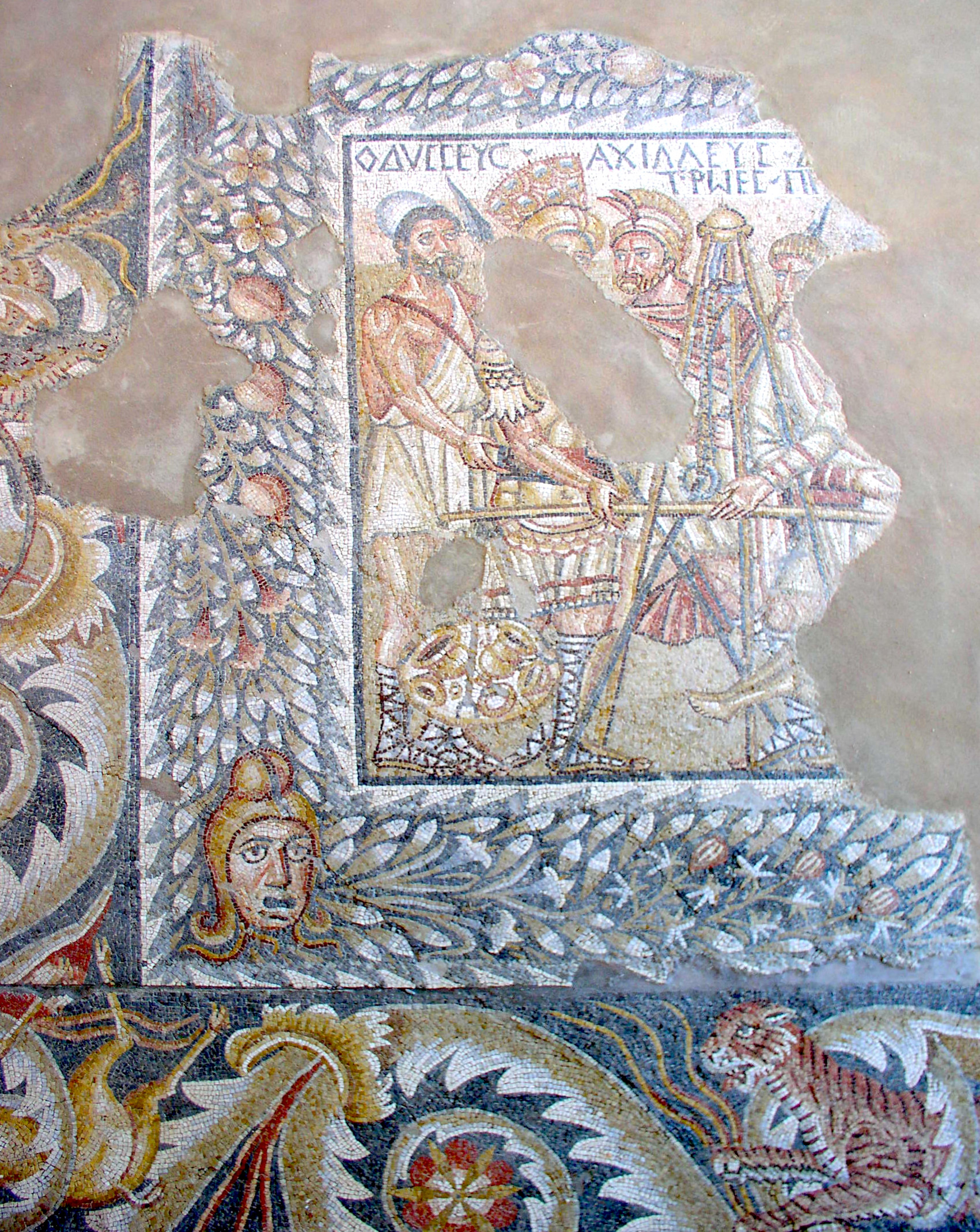
Mosaico com o resgate do corpo de Heitor.

Os restos da villa, encontrados a partir de 1971, encontram-se num fértil área agrícola, numa baixa elevação próximo do rio Tellaro, sob uma casa de lavoura dos séculos XVIII e XIX. 
O corpo central da villa, mais pequena que a Villa Romana di Patti, articula-se em torno dum vasto peristilo. O troço do pórtico no lado setentrional apresentava um pavimento com mosaico mosaico com festões de loureiro que formam círculos e octágonos com os lados flectidos incluindo motivos geométricos e florais. Sobre este ambiente perfilam-se outros dois que conservam mosaicos figurativos.
No primeiros destes ambientes, o mosaico, muito danificado, conserva um painel com a cena do resgate do corpo de Heitor: Ulisses, Aquiles e Diomede, identificados por uma inscrição em grego antigo, estão ocupados a carregar o cadáver do herói. A figura de Priamo perdeu-se; o corpo de Heitor, fragmentário, encontrava-se num prato da balança; o ouro do resgate estava no outro prato. Deste episódio, não mencionado na Ilíada de Homero, deriva provavelmente uma tragédia de Ésquilo. 
O pavimento com mosaicos do segundo ambiente apresenta uma cena de caça, com um banquete na área aberta entre as árvores, e uma figura feminina interpretada como a personificação da África. As cenas do segundo ambiente recordam os mosaicos de caça da Villa Romana del Casale, em Piazza Armerina, mas com figuras mais estilizadas e bidimensionais, pelas proporções incertas, que provocam um efeito muito diferente. Provavelmente os mosaicos são obra de mestres africanos. 
Com base na evidência numismática, os mosaicos foram realizados a partir de meados do século IV.

## A villa na actualidade
Nos últimos anos, a Villa Romana del Tellaro tem sido objecto dum renovado interesse graças, sobretudo, a uma série de projectos de reestruturação e requalificação da área em causa. No dia 15 de Março de 2008, após trinta anos de escavações, a villa foi finalmente inaugurada e aberta ao acesso público.
Por trás da villa começam as explêndidas e, por vezes, antigas vinhas, onde ainda hoje se cultivam as tradicionais uvas do território: Nero d'Avola, Moscato e Albanella (ou Albanello) cada vez mais difícil de encontrar.

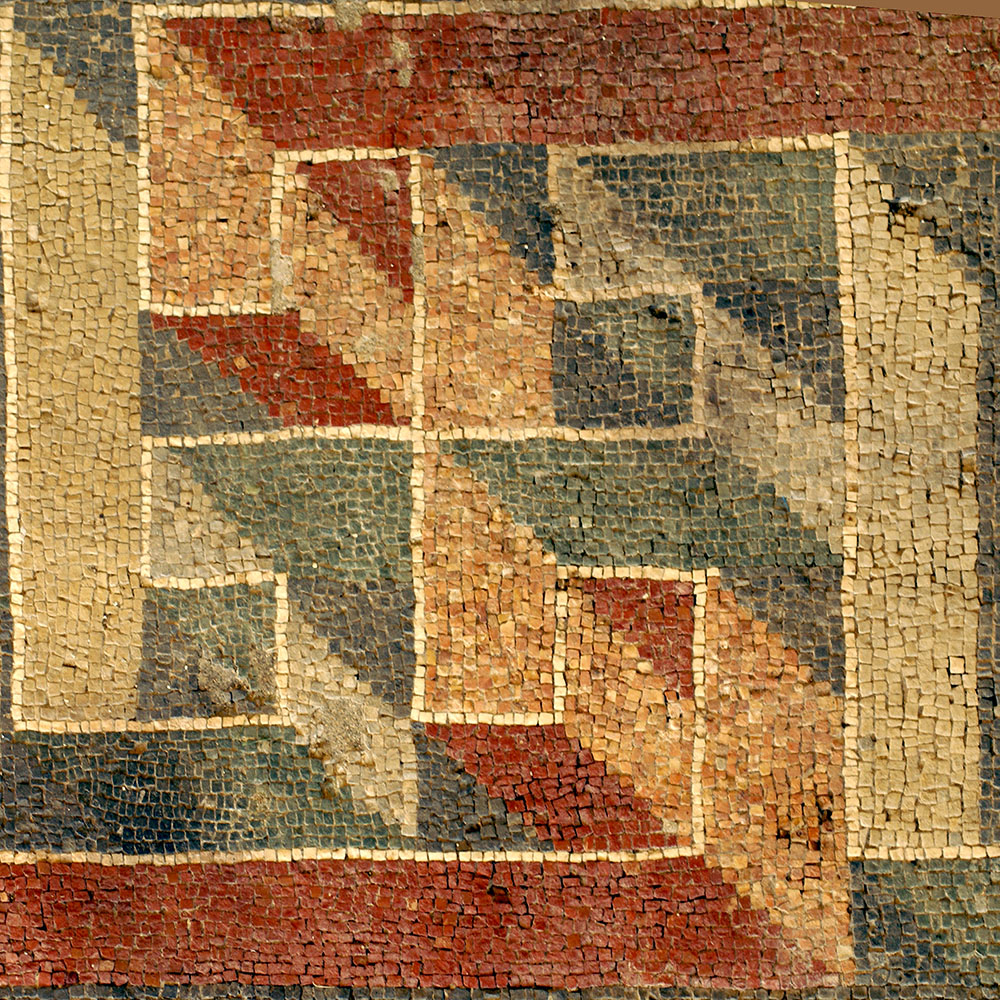
Detalhe com desenhos geométricos no "Mosaico da Caça"
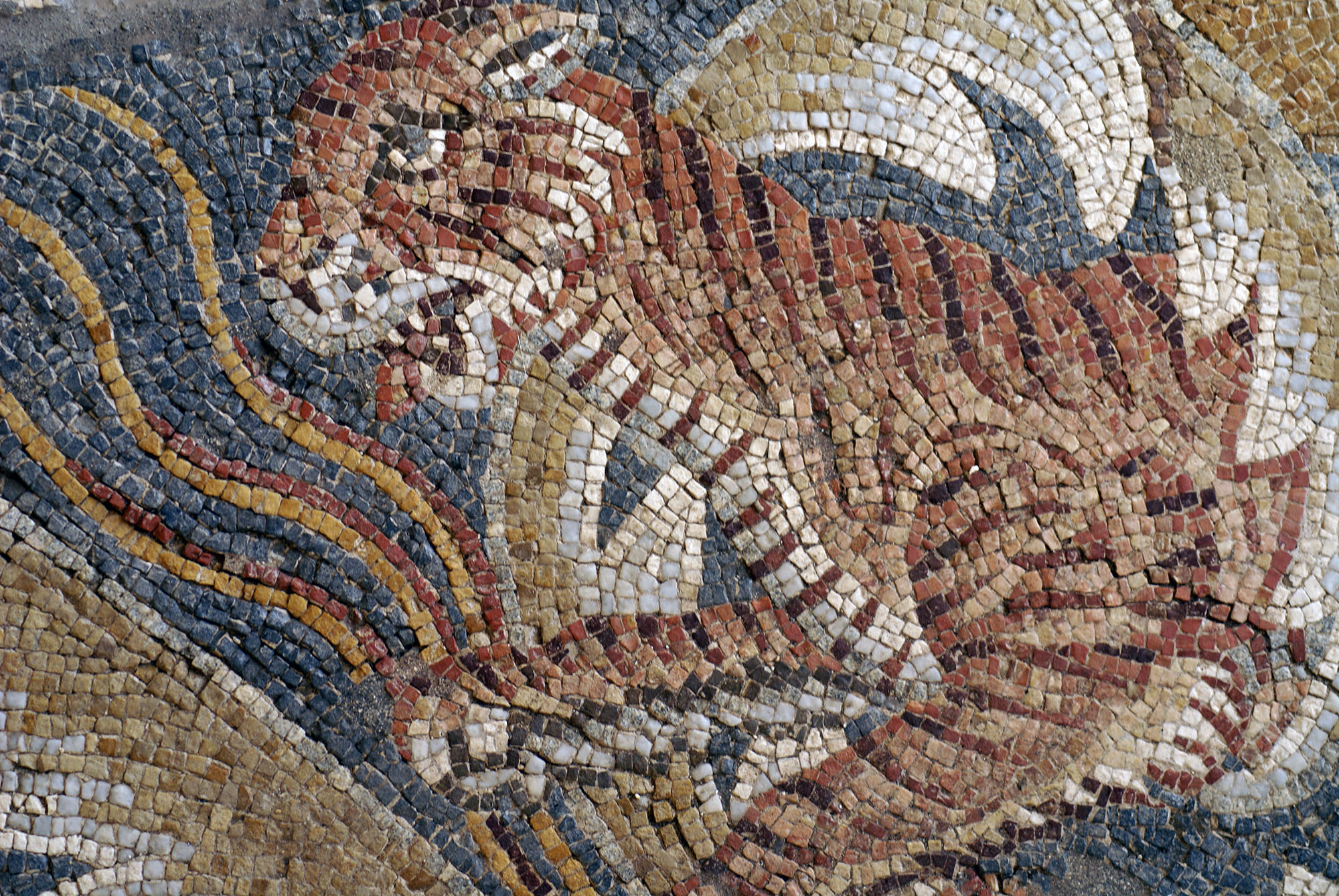
Detalhe do "Mosaico da Caça"
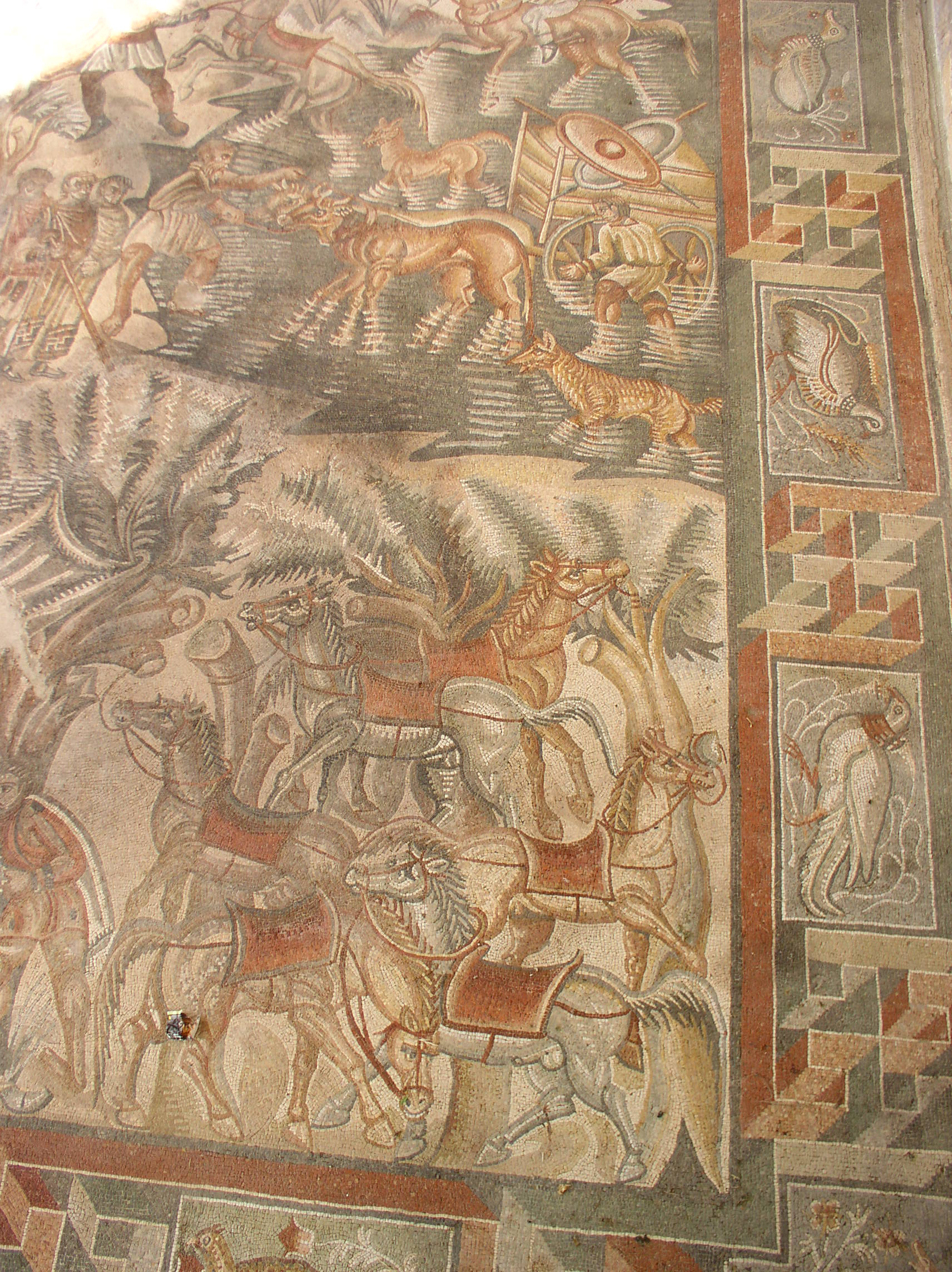
Detalhe do "Mosaico da Caça"
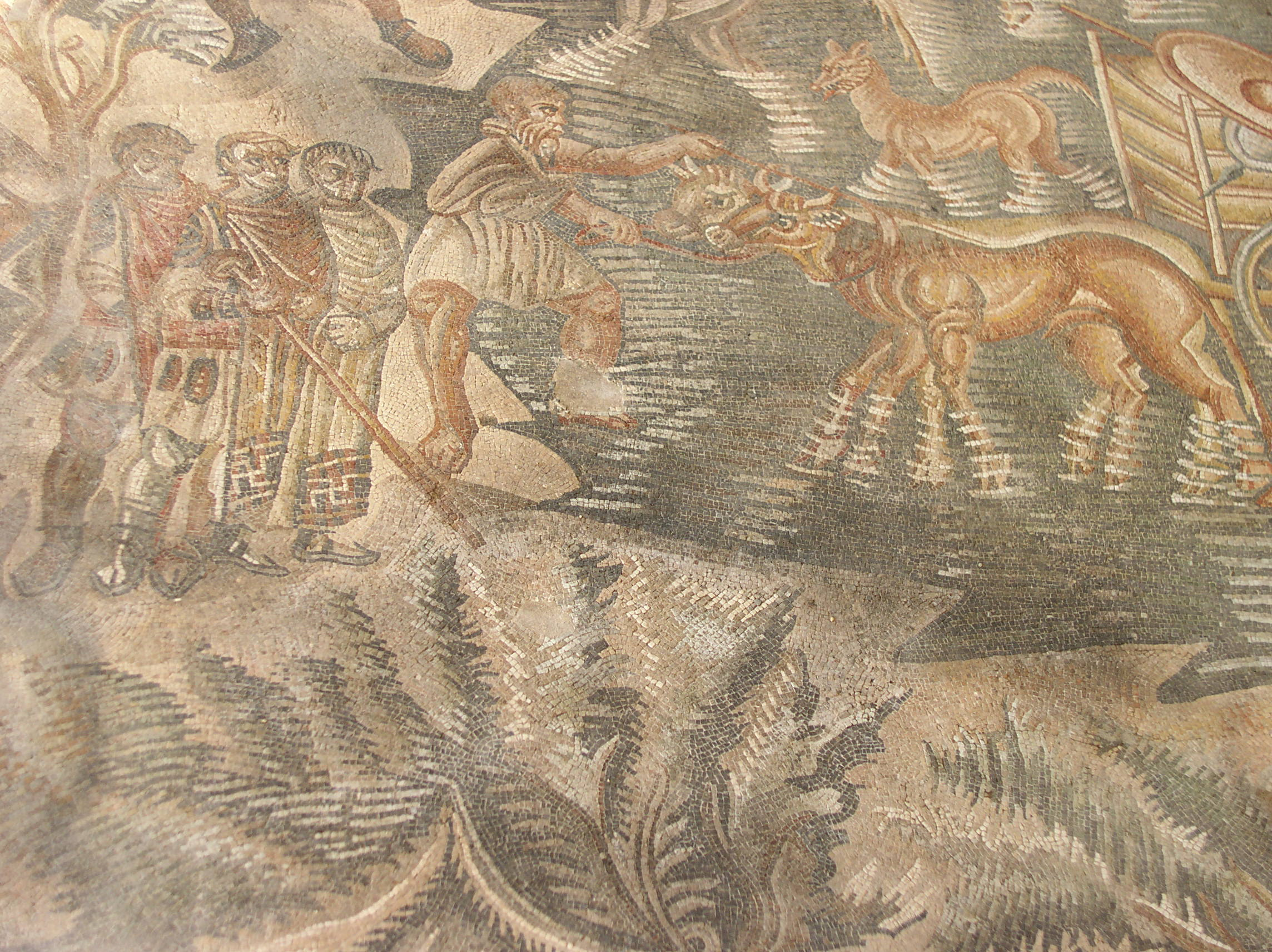
Detalhe do "Mosaico da Caça"
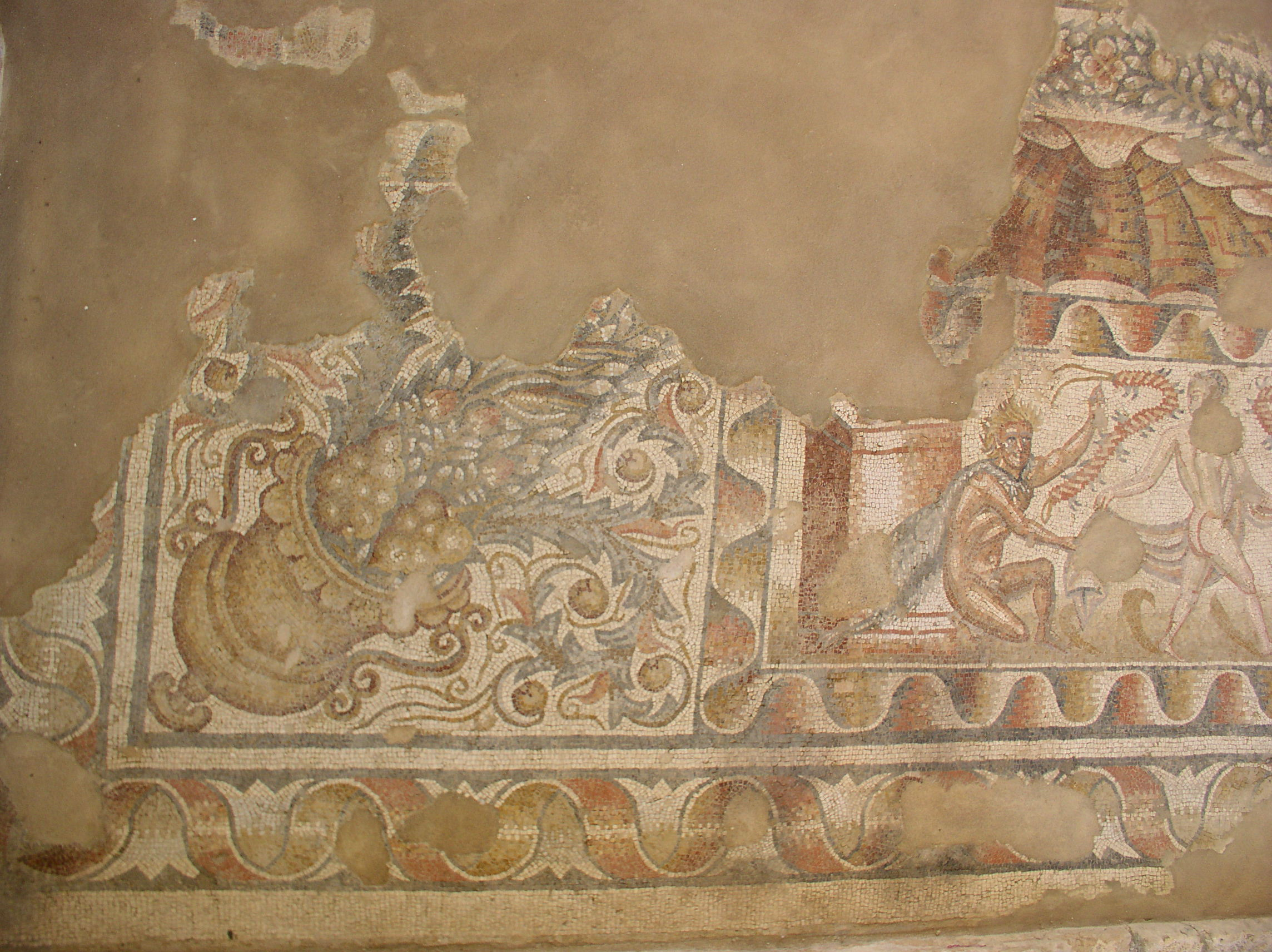
Detalhe do "Mosaico dos Sátiros e das Ménades"
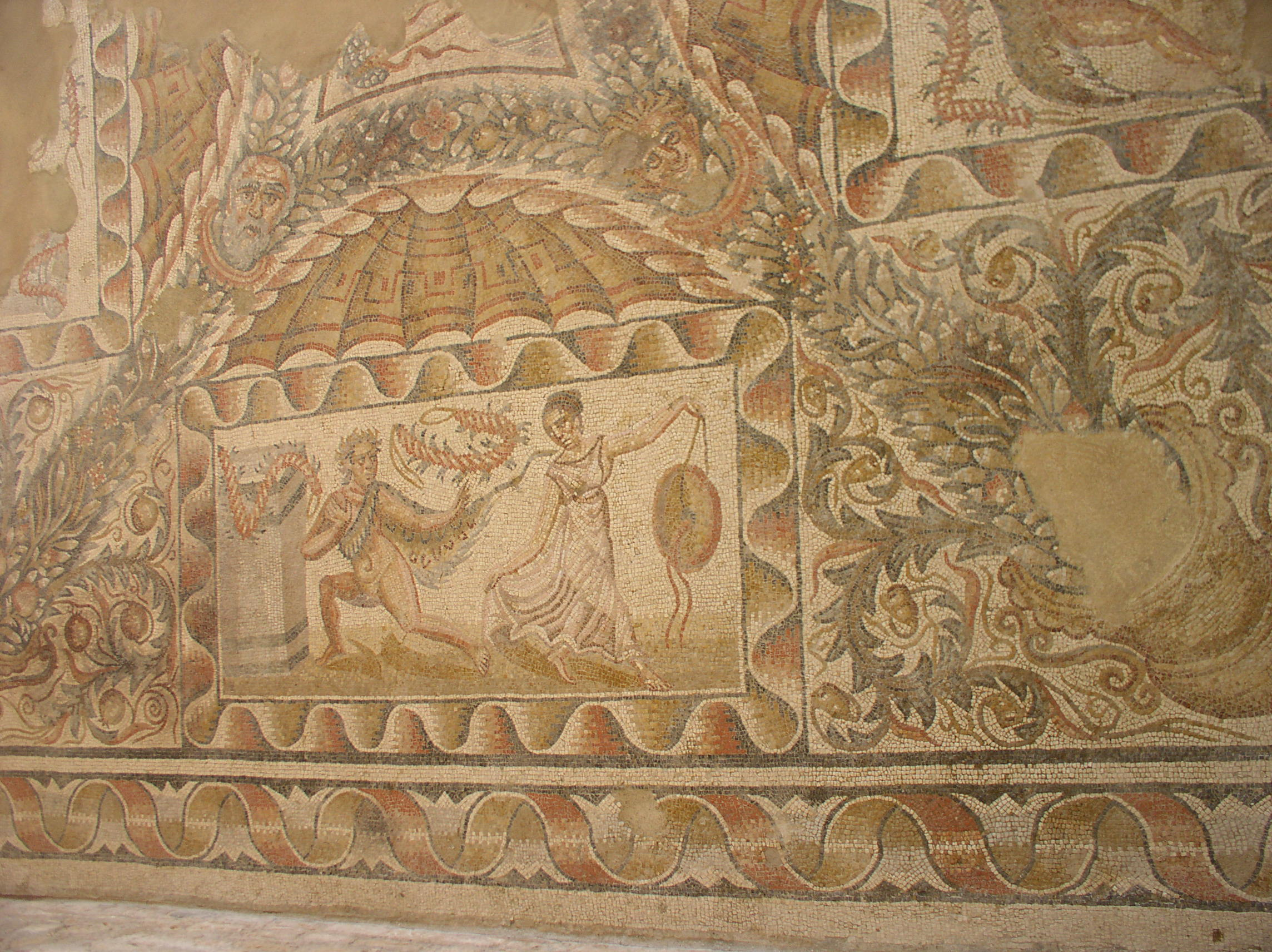
Detalhe do "Mosaico dos Sátiros e das Ménades"

## Literatura
- Klaus Gallas: Sizilien. Edição Erde no BW Verlag, Nuremberga, 1992, ISBN 3-8214-6518-2
- Giuseppe Voza, Le ville romane del Tellaro e di Patti in Sicilia e il problema dei rapporti con l'Africa, no 150º aniversário  do Instituto Arqueológico Alemão, Roma (4 a 7 de Dezembro de 1979), Mainz, 1982, pp 202-209.
- Giuseppe Voza, I mosaici del Tellaro, lusso e cultura nel sud est Sicilia, Erre Produzioni, ISBN 88-879-0906-7